# Cadlina rumia
Cadlina rumia är en snäckart som beskrevs av Er. Marcus 1955. Cadlina rumia ingår i släktet Cadlina och familjen Chromodorididae. Inga underarter finns listade i Catalogue of Life.